# Ксилометазолин
Ксилометазолинът е лекарство, местен деконгестант (намалител на нахлуването на кръв), който се прилага пряко в носа като аерозол или под формата на капки.
Продава се под различни търговски наименования, като стандартната концентрация за възрастни е 0,1%, а за деца под 12 г. – 0,05%.
Лекарството действа, като свива кръвоносните съдове в носа. Вазоконстрикцията намалява налягането в капилярите, вследствие на което от тях може да се процеди по-малко вода. Това от своя страна води до отделяне на по-малко секрет. Ако се наблюдава цветът на носната лигавица, след прилагане на лекарството той е видимо по-блед.
Адреналинът има същия ефект. Ксилометазолинът е разработен да изглежда като адреналин и той се свързва със същите клетъчни рецептори, с които се свързва и адреналинът. Поради това той не трябва да се използва от хора с високо кръвно налягане или други сърдечни проблеми. Действа предимно на алфа-адренергичните рецептори.
Кръвоносните съдове стават резистентни към лекарството след продължително приложение. Броят рецептори намалява и след спиране на лекарството може да настъпи хронично запушване. Освен това предозирането може да предизвика дегенеративни промени в носната лигавица, които представляват друг здравословен проблем.